# Bern (Idaho)
Bern je nezařazená komunita v okresu Bear Lake County na jihovýchodě amerického státu Idaho. Leží přibližně čtyři míle od města Montpelier ve výšce 1819 m n. m. K prvnímu osídlení místa došlo v roce 1873. V roce 1901 zde byla otevřena pošta, která fungovala až do roku 1988. Svůj název komunita dostala podle stejnojmenného města ve Švýcarsku, odkud pocházela řada původních osadníků idažského Bernu. Narodil se zde hudební skladatel La Monte Young.